# 만성 정맥부전
만성 정맥부전(慢性靜脈不全, chronic venous insufficiency, CVI, chronische Veneninsuffizienz)은 정맥이 피를 심장으로 충분히 펌프질하지 못하는 질병을 말한다. 만성 정맥부전의 병인은 대부분이 치료가 가능한 표재정맥역류(superficial venous reflux)이다.
CVI의 대부분은 표재정맥계를 치료하거나 스텐트를 사용하여 개선할 수 있다. 이를테면 하지정맥류는 현재 국소 마취 혈관 수술을 통해 치료가 가능하다.
CVI의 발현 정도는 여성 보다 남성에게 훨씬 더 높다.

## 증상
다리에 미치는 CVI의 증상은 다음을 포함한다:
- 정맥류
- 가려움
- 과색소침착
- 림프부종[5]
- 다리와 발목의 만성 종창
- 정맥성 궤양

다리에 미치는 CVI는 다음을 발병시킬 수 있다:
- 정맥울혈
- 궤양[6]
- 울페 피부염[6]
- 접촉성 피부염[6]
- 백색 위축증[6]
- 지방 피부 경화증[6]
- 악성 종양[6]
- 통증[6]
- 불안[6]
- 우울증[6]
- 염증
- 탈색
- 피부의 두꺼워짐
- 봉와직염

## 병인
병인은 다음과 같다:

정맥 판막

- 심정맥의 혈액 응고. (심부정맥 혈전증)
- 동정맥루
- 정맥염
- 혈전성향
- 비만
- 메이터너 증후군 (희귀질환의 하나)

## 관리
CVI의 외과적 치료는 다음을 포함한다:
- 결찰[7]
- 정맥발거술[7]
- 수술 치료(Surgical repair)[7]
- 레이저 정맥폐쇄술
- 정맥 이식[7]
- 근막하 내시경 천공기 수술(Subfascial endoscopic perforator surgery)[7]
- 혈류역학적 수술(Hemodynamic surgeries)